# تلمبه صمدآباد
تلمبه صمدآباد یک منطقهٔ مسکونی در ایران است که در دهستان محمدآباد (مرودشت) واقع شده‌است. تلمبه صمدآباد ۲۲ نفر جمعیت دارد.